# Marc Nicolas Puerari
Marc Nicolas Puerari (1766-1845) fue un botánico, y médico suizo.
Fue alumno de Martin Hendriksen Vahl (1749-1805), desarrollando su carrera en Dinamarca. Aunque un profesor en Copenhague durante la mayor parte de su vida, dejó su herbario a un joven compatriota, Alphonse Louis Pierre Pyrame de Candolle (1806-1893).

## Eponimia
Género]]
- (Fabaceae) Pueraria DC.[5]